# Косцелецкий, Лукаш
Лукаш Косцелецкий (10 июля 1539 — 26 июля 1597) — религиозный и государственный деятель Речи Посполитой, аббат любинский (1570), епископ пшемысльский (1575—1577) и познанский (1577—1597). Член Ордена св. Бенедикта.

## Биография

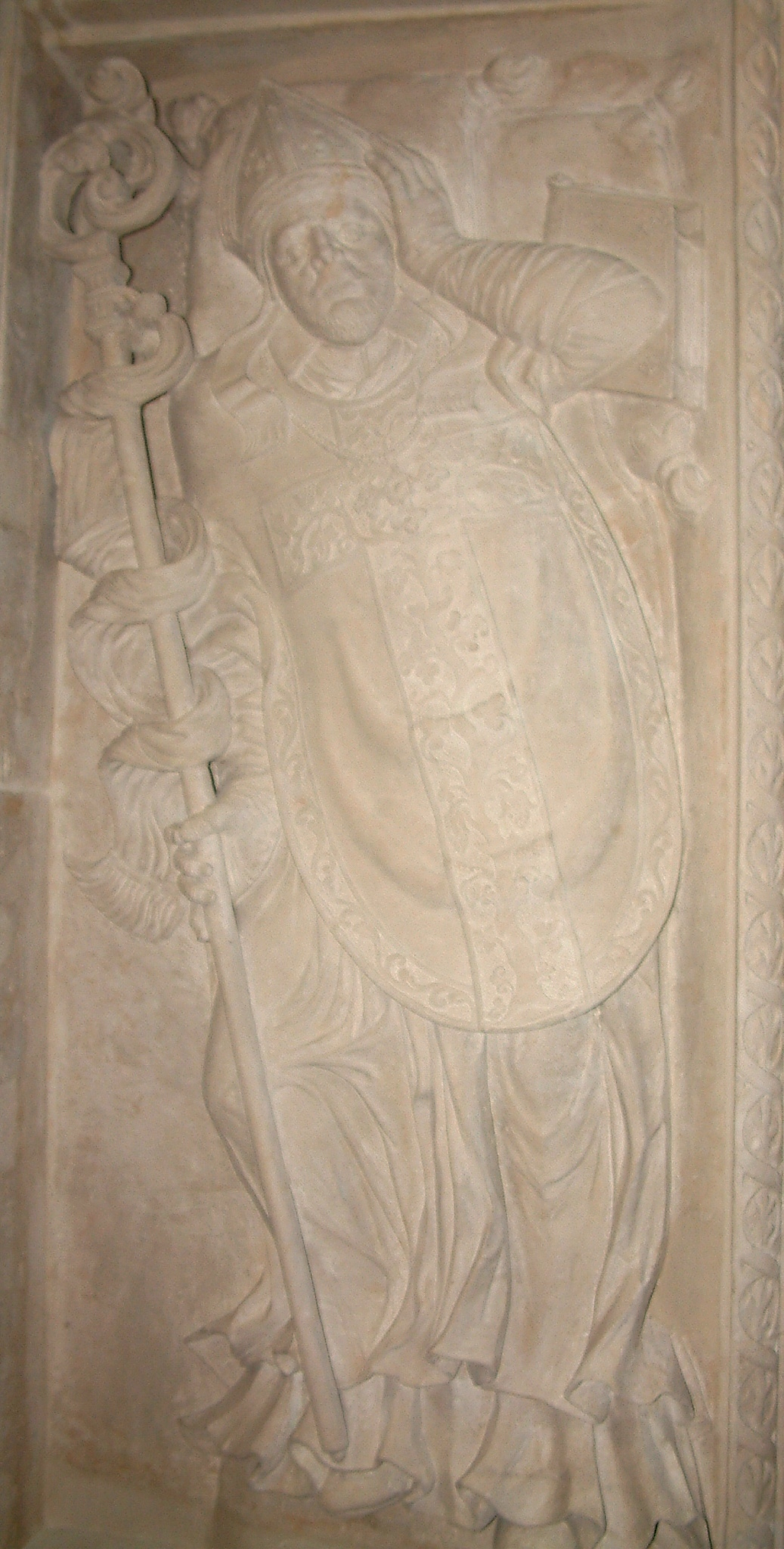
Надгробие Л. Косцелецкого в соборе Познани

Представитель польского шляхетского рода Косцелецких герба «Огоньчик». Сын иновроцлавского, бжесць-куявского и ленчицкого Яна Януша Косцелецкого (1490—1545) от второго брака с Катажиной Ксыньской. Братья — Станислав, Анджей, Станислав и Ян Януш.
В 1570 году Лукаш Косцелецкий был назначен аббатом в Любине. 5 декабря 1575 года был избран в епископы пшемысльские, но продолжал проживать в Любине. 4 марта 1577 года Лукаш Косцелецкий был назначен епископом познанским, вступил в должность 6 мая 1577 года. Во время своего нахождния в должности епископа провел четыре синода в Познанском диоцезе. Стремился ликвидировать последствия Реформации в Речи Посполитой.